# Обантон (кантон)

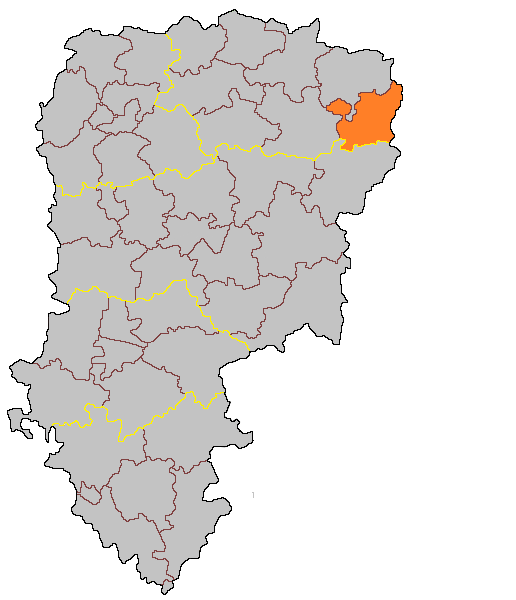
Кантон Обантон на карте департамента Эна

Обантон (фр. Aubenton) — упраздненный кантон во Франции, регион Пикардия. Департамент кантона — Эна. Входил в состав округа Вервен. Население кантона на 2010 год составляло 3291 человек.
Код INSEE кантона — 0202. Всего в кантон Обантон входило 13 коммун, из них главной коммуной являлась Обантон.

## Коммуны кантона
В состав кантона входили коммуны (население по данным Национального института статистики Архивная копия от 16 декабря 2013 на Wayback Machine за 2010 г.):

Коммуны кантона Обантон

- Ани-Мартен-Рьё — население 476 чел.
- Бемон — население 153 чел.
- Боме — население 97 чел.
- Жант — население 217 чел.
- Ивье — население 210 чел.
- Куэн — население 77 чел.
- Ландузи-ла-Виль — население 526 чел.
- Лёз — население 162 чел.
- Лоньи-лез-Обантон — население 77 чел.
- Мартиньи — население 452 чел.
- Мон-Сен-Жан — население 80 чел.
- Обантон — население 713 чел.
- Сен-Клеман — население 51 чел.

## Экономика
Структура занятости населения :
- сельское хозяйство — 43,9 %
- промышленность — 4,4 %
- строительство — 10,6 %
- торговля, транспорт и сфера услуг — 20,3 %
- государственные и муниципальные службы — 20,7 %

## Политика
На президентских выборах 2012 г. жители кантона отдали в 1-м туре  29,8 % голосов Марин Ле Пен против 29,7 % у Николя Саркози и 19,1 % у Франсуа Олланда, во 2-м туре в кантоне победил Саркози, получивший 59,1 % (2007 г. 1 тур: Саркози  — 33,6 %, Жан-Мари Ле Пен — 22,7 %; 2 тур: Саркози — 63,9 %). На выборах в Национальное собрание в 2012 г. по 3-му избирательному округу департамента Эна они поддержали кандидата партии Союз за народное движение Фредерика Мёра, получившего 38,9 % голосов в 1-м туре и 60,1 % голосов — во 2-м туре.
|  | Кандидат          | Партия                    | % голосов |
|  | ----------------- | ------------------------- | --------- |
|  | Янник Ноэ         | Союз за народное движение | 51,18     |
|  | Пьер-Луи Девуатин | Прочие правые             | 48,76     |

|  | Кандидат       | Партия                    | % голосов |
|  | -------------- | ------------------------- | --------- |
|  | Бернар Ноэ     | Союз за народное движение | 53,33     |
|  | Жерар Манто    | Социалистическая партия   | 20,45     |
|  | Жан-Ги Рено    | Прочие правые             | 10,71     |
|  | Франсуаза Дево | Коммунистическая партия   | 8,52      |
|  | Пьер Шабо      | Национальный фронт        | 6,99      |